# Kentarō Kanesaki
Kentarō Kanesaki (兼崎　健太郎 Kanesaki Kentarō?,  Prefectura de Yamaguchi, 2 de junio de 1984) es un actor y cantante japonés, afiliado a Ingot Entertainment. Es conocido por interpretar a Genichirō Sanada en la serie de musicales de The Prince of Tennis (2006-10).

## Biografía
Kanesaki nació el 2 de junio de 1984 en la prefectura de Yamaguchi, Japón. Se graduó de la Tōhō Gakuen Media Training College, una escuela establecida por TBS para aprender técnicas y conocimientos sobre el mundo del espectáculo. Estuvo en la misma clase que el actor Shingo Nakagawa, miembro de D-Boys. En 2005, Kanesaki audicionó dos veces para el musical de The Prince of Tennis antes de obtener el papel de Genichirō Sanada en el tercer intento. Inicialmente fue considerado para los roles de Kiyosumi Sengoku y Kunimitsu Tezuka.
El 10 de octubre de 2008, se abrió un sitio oficial de mercancía de Kanesaki y fue creado un club de fanáticos llamado "Kentarō World". Debido a su larga trayectoria en The Prince of Tennis (apareció en diez musicales entre 2006-10) tuvo fama de ser uno de los miembros más antiguos del elenco, razón por la cual se le dio el apodo de "otōsan" (padre). También posee el récord al mayor número de apariciones en dichos musicales, con 152 veces en la primera temporada y 349 veces en total.

## Filmografía

### Películas
- 2462.countL/OVE como Ken Aoyama
- Shinjuku Kabukichō Hoikuen (2009) como Ganador del premio
- Irezumi - Seou Onna (2009) como Yasuhiro Tachibana
- Local Boys! (2010) como Kenmochi
- Asakusa Tantei Monogatari (2017) como Ryu Tsurumi

### Televisión
- 「DOR@MO」 I WILL/AZU「I WILL (2009) como Toshiya
- Sengoku Nabe TV: Nantonaku Rekishi ga Manaberu Eizo (2010)
- Terī Itō no sekai no tabisetsu (Tokyo MX, 2013)

### Teatro
- 2005 NIKE WORLD CUP Show - Tokyo Motor Show 2005 Production Booth
- Ashes and The Diamonds como Ruby
- Musical Dear Boys vs East Honmoku como Mamoru Fujisawa
- The Dream of Flamingo
- The Prince of Tennis Musical - Absolute King Rikkai feat Rokkaku ~ First Service (2006-2007) como Genichirō Sanada
- The Prince of Tennis Musical - Dream Live 4th (2007) como Genichirō Sanada
- Dream Live 4th Extra (2007) como Genichirō Sanada
- The Prince of Tennis Musical - Absolute King Rikkai feat Rokkaku ~ Second Service (2007) como Genichirō Sanada
- The Prince of Tennis Musical - The Progressive Match Higa feat Rikkai (2007) como Genichirō Sanada
- The Prince of Tennis Musical - Dream Live 5th (2008) como Genichirō Sanada
- The Prince of Tennis Musical - Dream Live 6th (2009) como Genichirō Sanada
- The Prince of Tennis Musical - The Final Match Rikkai First (2009) como Genichirō Sanada
- The Prince of Tennis Musical - The Final Match Rikkai Second feat. Rivals (2009-2010) como Genichirō Sanada
- The Prince of Tennis Musical - Dream Live 7th (2010) como Genichirō Sanada
- Peacemaker (2011)
- Kyō Kara Maō!: Maō Tanjō-hen (2013) como Gwendal von Voltaire
- Kyō Kara Maō!: Maō Sai Kōrin (2015) como Gwendal von Voltaire
- Kyō Kara Maō!: Maō bōsō-hen (2016) como Gwendal von Voltaire